# Полбін Іван Семенович
По́лбін Іва́н Семе́нович (рос. Полбин Иван Семёнович; нар. 14 (27) січня 1905 — пом. 11 лютого 1945) — радянський військовий льотчик, учасник Другої світової війни, двічі Герой Радянського Союзу (1942, 1945). Генерал-майор авіації (1943).

## Біографія
Народився 14 (27) січня 1905 року в селі Ртищево-Каменка Майнського району Ульяновської області в селянській родині. Росіянин. Член ВКП(б) з 1927 року.
В лавах РСЧА з листопада 1927 року. У 1928 році закінчив однорічну школу Богунського полку (м. Житомир). З червня 1928 року — в довготривалій відпустці. З червня 1929 року — знову в РСЧА. У 1930 році закінчив Вольську об'єднану військову школу льотчиків і авіатехніків. У 1931 році закінчив Оренбурзьку військову авіаційну школу льотчиків.
З січня 1932 року — льотчик-інструктор 9-ї військової школи льотчиків Українського ВО (селище Рогань). З липня 1933 року — командир літака ТБ-3 115-ї авіаційної ескадрильї 29-ї авіаційної бригади Московського ВО (м. Воронеж). У серпні 1933 року бригаду перекинуто до Забайкальського ВО (м. Нерчинськ). З серпня 1936 року — командир авіаційного загону 102-ї важкої авіаційної ескадрильї 101-ї авіаційної бригади того ж округу (ст. Домно). З квітня 1938 року — командир ескадрильї 32-го швидкісного авіаційного полку того ж округу (ст. Бада).
З липня 1939 року — командир ескадрильї 150-го швидкісного бомбардувального авіаційного полку 100-ї авіаційної бригади 57-го особливого корпусу РСЧА на території Монголії. Брав участь в боях з японськими імперіалістами в районі річки Халхин-Гол, за що нагороджений орденом Леніна. З лютого 1940 року майор І. С. Полбін — командир 150-го швидкісного БАПу в місті Чита.
Учасник німецько-радянської війни з липня 1941 року. Воював на Західному, Калінінському, Сталінградському, Брянському, Воронезькому, 1-у та 2-у Українських фронтах.
З вересня 1942 року — начальник відділу бомбардувальної авіаційної дивізії, з грудня 1942 року — перший заступник начальника інспекції ВПС РСЧА по штурмовій і бомбардувальній авіації. З лютого 1943 року — командир 301-ї бомбардувальної авіадивізії на Брянському фронті.
З березня 1943 року — командир 1-го бомбардувального авіаційного корпусу (з лютого 1944 року — 2-й гвардійський, з грудня 1944 року — 6-й гвардійський БАК).
Брав участь в Смоленській битві, обороні Москви, Сталінградській битві, Курській битві, битві за Дніпро, Кіровоградській, Корсунь-Шевченківській, Умансько-Ботошанській, Львівсько-Сандомирській, Ясько-Кишинівській та Вісло-Одерській наступальних операціях.
Всього за роки війни здійснив 157 вдалих бойових вильотів. Освоїв всі типи бомбардувальників, що перебували на озброєнні у ВПС РСЧА. Виконував польоти в денний та нічний час та у важких метеоумовах. Розробив і запровадив у практику бойових дій низку нових тактичних прийомів.
11 лютого 1945 року під час виконання бойового завдання на літаку Пе-2 в районі міста-фортеці Бреслау був збитий вогнем зенітної артилерії. Місце поховання невідоме.

## Нагороди
Указом Президії Верховної Ради СРСР від 23 листопада 1942 року командир 150-го швидкісного бомбардувального авіаційного полку підполковник Полбін Іван Семенович удостоєний звання Героя Радянського Союзу з врученням ордена Леніна і медалі «Золота Зірка» (№ 758).
Указом Президії Верховної Ради СРСР від 6 квітня 1945 року командир 6-го гвардійського бомбардувального авіаційного корпусу гвардії генерал-майор Полбін Іван Семенович нагороджений другою медаллю «Золота Зірка» (посмертно).
Нагороджений двома орденами Леніна (1939, 1942), двома орденами Червоного Прапора (1941, 1942), орденами Богдана Хмельницького 1-го ступеня (1944), Суворова 2-го ступеня (1944), Вітчизняної війни 1-го ступеня (1943), Червоної Зірки, медалями «За оборону Москви», «За оборону Сталінграда».

## Пам'ять

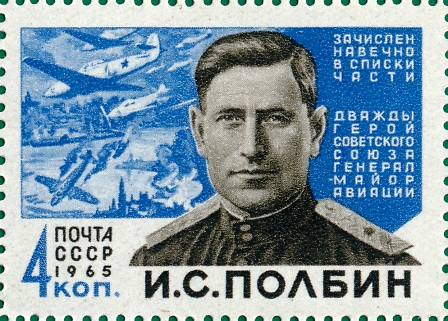
Поштова марка СРСР, 1965 рік

Бронзове погруддя Героя встановлено на його батьківщині, а також в містах Ульяновськ і Оренбург.
Село Ртищево-Каменка перейменовано на Полбіно.
На честь І. С. Полбіна названо вулиці в містах Москва, Ульяновськ, Вроцлав.
В травні 1967 року ім'я І. С. Полбіна було присвоєне Оренбурзькому вищому військовому авіаційному училищу льотчиків.